# Сімеон Джексон
Сімеон Джексон (англ. Simeon Jackson, нар. 1 червня 1987, Кінгстон) — канадський футболіст ямайського походження, що грав на позиції нападника. Футболіст року у Канаді (2009).
Виступав, зокрема, за «Норвіч Сіті» та «Айнтрахт» (Брауншвейг), а також національну збірну Канади.

## Клубна кар'єра
Народився 1 червня 1987 року в місті Кінгстон на Ямайці. У віці трьох років він переїхав з батьками до Канади, у Торонто, де почав виступати за місцевий клуб «Суноко». У віці 15 років він разом із бабусею переїхав до Англії, де займався у футбольних клубах «Джиллінгем», «Далвіч Гамлет» та «Рашден енд Даймондс».

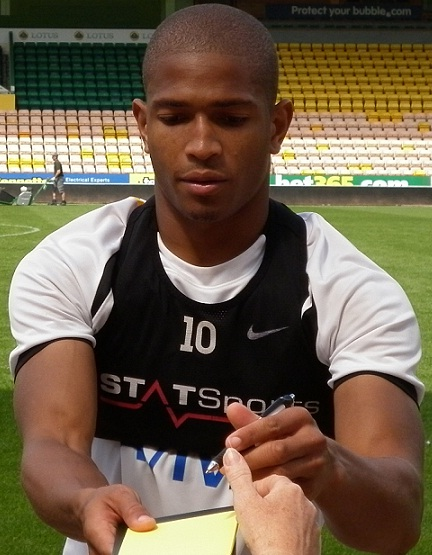
Сімеон Джексон у 2012 році.

У дорослому футболі дебютував 2004 року виступами за команду «Рашден енд Даймондс», в якій провів чотири сезони, взявши участь у 90 матчах чемпіонату, забивши 40 голів. Після цього протягом 2007—2010 років захищав кольори клубу «Джиллінгем».
Своєю грою за останню команду привернув увагу представників тренерського штабу клубу «Норвіч Сіті», до складу якого приєднався 15 липня 2010 року, підписавши дворічну угоду з можливістю продовження на рік. 6 серпня 2010 року в матчі проти «Вотфорда» він дебютував за новий клуб. 21 серпня у поєдинку проти «Свонсі Сіті» Саймон забив свій перший гол за команду. Загалом забивши 13 голів, він допоміг «Норвічу» посісти друге місце у Чемпіоншипі і завоювати путівку до Прем'єр-ліги. 21 серпня 2011 року Джексон дебютував у англійській Прем'єр-Лізі у матчі проти «Сток Сіті» (1:1), вийшовши на заміну замість Кріса Мартіна. 20 грудня в поєдинку проти «Вулвергемптон Вондерерз» (2:2), він забив свій перший гол у Прем'єр-Лізі. Всього відіграв за команду з Норвіча три сезони своєї ігрової кар'єри. Більшість часу, проведеного у складі «Норвіч Сіті», був основним гравцем атакувальної ланки команди.
11 липня 2013 року підписав дворічний контракт із німецьким клубом «Айнтрахт» (Брауншвейг). 10 серпня у матчі проти бременського «Вердера» (0:1) Джексон дебютував у Бундеслізі. Після лише дев'яти матчів протягом першої половини сезону, Джексон і «Айнтрахт» взаємно домовилися розірвати контракт 31 січня 2014 року. Незабаром Джексон повернувся до Англії, де грав за нижчолігові клуби «Міллволл», «Ковентрі Сіті», «Барнслі», «Блекберн Роверз», «Волсолл» та «Грімсбі Таун».
У вересні 2018 року Джексон перейшов до шотландського клубі Прем’єр-ліги «Сент-Міррен», допомігши клубу уникнути вильоту за підсумками сезону 2018/19, після чого у жовтні 2019 року підписав контракт іншим місцевим клубом «Кілмарнок». Джексон залишив команду після закінчення терміну контракту в грудні 2019 року.
Завершив ігрову кар'єру у нижчолігових англійських командах «Стівенідж», «Челмсфорд Сіті» та «Кінгс-Лінн Таун». Влітку 2023 року Джексон вирішив завершити активну кар'єру у віці тридцяти шести років.

## Виступи за збірні
Джексон отримав право на отримання канадського громадянства через роки проживання у цій країні у дитинстві, завдяки чому у травні 2006 року він дебютував у складі молодіжної збірної Канади у товариському матчі проти Бразилії. У 2007 році Джексон у складі цієї команди Джексон поїхав на молодіжний чемпіонат світу, де зіграв у 3 матчах. Загалом на молодіжному рівні зіграв у 7 офіційних матчах.
30 травня 2009 року дебютував в офіційних матчах у складі національної збірної Канади в товариській проти Кіпру (1:0), забивши переможний гол на 53-й хвилині. Вже за кілька місяців поїхав з командою на Золотий кубок КОНКАКАФ 2009 року у США, зігравши в усіх чотирьох іграх Канади на турнірі.
Надалі у складі збірної був учасником розіграшами Золотого кубка КОНКАКАФ 2011, 2013 та 2015 років.
Загалом протягом кар'єри в національній команді, яка тривала 9 років, провів у її формі 47 матчів, забивши 6 голів.

## Досягнення
- Футболіст року у Канаді: 2009[18]